# Осадчий Валерій Іванович
Валерій Іванович Осадчий (7 травня 1939, Київ — 23 березня 2018, Київ) — радянський і український кінооператор. Член Національної Спілки кінематографістів України. 

## Життєпис
Народився 7 травня 1939 р. в Києві в родині службовця. 
Закінчив Київський інститут народного господарства (1969) та дворічні курси кінооператорів кіностудії ім. О. П. Довженка (1967). 
Працював на Київській кіностудії ім. О. П. Довженка.
Помер 23 березня 2018 року у Києві.

## Фільмографія
- «Варчина земля» (1969, т/ф, 4 с; асистент оператора у співавт.)

Здійснив комбіновані зйомки у фільмах:
- «Тронка» (1971, асистент оператора)
- «Там вдалині, за рікою» (1975)
- «Ральфе, здрастуй!» (1975, кіноальманах, у співавт.; новели «Чіп» і «Боцман»)
- «Така вона, гра» (1976)
- «Р. В. С.» (1977)
- «Будьте напоготові, Ваша високосте!» (1978)
- «Впізнай мене» (1979)
- «Снігове весілля» (1980)
- «Будемо чекати, повертайся» (1981)
- «Знайди свій дім» (1982, т/ф)
- «І чудова мить перемоги»
- «В лісах під Ковелем» (1984, т/ф, 3 с)
- «Контрудар» (1985)
- «Нас водила молодість...» (1986, т/ф)
- «Крижані квіти» (1986)
- «Казка про гучний барабан» (1987)
- «Суд в Єршовці» (1987)
- «Дорога до пекла» (1988)
- «Передай далі...» (1988)
- «Увійди в кожен будинок» (1989)
- «Чорна Долина» (1990)
- «Балаган» (1990)
- «Зброя Зевса» (1991)
- «Обітниця»
- «Постріл у труні» (1992)
- «Таємниця вілли»
- «Цвітіння кульбаби» (1992)
- «Браві хлопці»
- «Декілька любовних історій» (1994)
- «Геллі і Нок» (1994)
- «Москаль-чарівник» (1995)
- «Чорна рада» (2000) та ін..

## Джерело
- Валерій Осадчий на сайті IMDb (англ.)
- Прес-центр[недоступне посилання з червня 2019]